# F1 Manager 2023
F1 Manager 2023 est un jeu de gestion sportive développé et publié par Frontier Developments. Il s'agit du jeu de simulation de gestion de course officiel des championnats 2023 de Formule 1, de Formule 2 et de Formule 3, et du deuxième volet de la série F1 Manager de Frontier Developments. Le jeu est sorti sur PlayStation 4, PlayStation 5, Windows, Xbox One et Xbox Series X/S le 31 juillet 2023.

## Système de jeu
F1 Manager 2023 propose un nouveau mode de relecture de course, permettant aux joueurs de recréer certains moments de la saison. Le jeu comprend également les 23 pistes de la saison, y compris le circuit international de Losail du Grand Prix du Qatar et le circuit du Strip de Las Vegas du nouveau venu du calendrier Grand Prix de Las Vegas. Six courses de sprint sont proposées. Les commentateurs de Sky Sports F1, David Croft et Karun Chandhok, sont revenus pour raconter les moments clés de la course.

## Développement et sortie
F1 Manager 2023 est le deuxième titre de la série F1 Manager, avec Frontier Developments de retour pour développer et publier le jeu. Il est développé avec Unreal Engine 5. Comme pour le jeu précédent, la technologie anti-altération Denuvo a été implémentée sur le titre. Le jeu est sorti sur les plateformes PlayStation 4, PlayStation 5, Windows, Xbox One et Xbox Series X/S le 31 juillet.

## Réception
F1 Manager 2023 a reçu des avis "généralement favorables" selon l'agrégateur d'avis Metacritic,,.